# マッラーディ
マッラーディ（伊: Marradi）は、イタリア共和国トスカーナ州フィレンツェ県にある、人口約2,900人の基礎自治体（コムーネ）。

## 地理

### 位置・広がり

#### 隣接コムーネ
隣接するコムーネは以下の通り。括弧内のRAはラヴェンナ県、FCはフォルリ＝チェゼーナ県所属を示す。
- ボルゴ・サン・ロレンツォ
- ブリシゲッラ (RA)
- ディコマーノ
- モディリアーナ (FC)
- パラッツオーロ・スル・セーニオ
- ポルティコ・エ・サン・ベネデット (FC)
- サン・ゴデンツォ
- トレドーツィオ (FC)
- ヴィッキオ

### 気候分類・地震分類
マッラーディにおけるイタリアの気候分類 (it) および度日は、zona E, 2267 GGである。
また、イタリアの地震リスク階級 (it) では、zona 2 (sismicità media) に分類される。

## 行政

### 分離集落
マッラーディには以下の分離集落（フラツィオーネ）がある。
- Abeto, Badia del Borgo Caset., Biforco, Campigno, Crespino, Gamberaldi, Popolano, Sant'Adriano, Val della Meta

## 文化・観光
「スローシティ」加盟都市である。

## 姉妹都市
- カステルノーダリ、フランス - 1991